# 相干逻辑
相干逻辑 （英语：Relevant logic、Relevance logic），也叫作相关逻辑，是一类非经典亚结构逻辑，它在蕴涵上施加了特定限制。
相干逻辑致力于捕获蕴含在经典真值泛函逻辑中被“实质蕴涵”算子所忽略的那些方面。这个想法不是新的：它导致克拉伦斯·埃尔文·路易斯（Clarence Irving Lewis）发明模态逻辑，特别是严格蕴涵，依据是在经典逻辑中谬误蕴涵任何命题是成立的。因此“如果天空是绿色，则二加二等于五”是真的。但是很明显即使天空真的是绿色，二加二也不能等于五（参见反事实）。所以蕴涵关系应该是必然性的。
甚至在除去了实质蕴涵悖论之后还有另一个问题。努埃尔·贝尔纳普（Nuel Belnap）和阿伦·罗斯·安德尔森（Alan Ross Anderson）枚举了一些“严格蕴涵悖论”：例如，矛盾仍蕴涵任何事物，任何事物都蕴涵重言式。反直觉的蕴涵——在我们使用这个术语时——需要在前提和结论之间有某种在主旨上的联系。
在相干逻辑中的本质新颖是以有效的论证的前提必须有关于结论。在命题演算中，这包括了要求前提和结论共享原子句子；和特定的真值泛函规则，比如增加律（对于任何Q的从P到P或Q的推论）是受限的，这样“无关”信息不能带入。在谓词演算中，相关性要求在前提和结论之间共享变量和常量。
标准的证明论（比如菲奇式的自然演绎）适合提供相关性，通过在每行推导的末端介入指示“相关”前提的标记。根岑式的演算可以为此做出修改，就是除去允许在相继式右手端的介入任意公式的弱化规则。
相干蕴涵的基本想法出现在中世纪逻辑中，威尔海姆·阿克曼在二十世纪五十年代做了一些先驱工作。在他的工作之上，努埃尔·贝尔纳普和阿伦·罗斯·安德尔森（以及其他人）在二十世纪七十年代写了这个主题的“代表作”：《蕴涵：相关性与必要性的逻辑》（Entailment: The Logic of Relevance and Necessity）。
相干逻辑的显著特征是它们是次协调逻辑：矛盾的存在不会导致逻辑爆炸。

## 引用
- A. R. Anderson and N. D. Belnap, 1975.  Entailment:the logic of relevance and necessity, vol. I.  Princeton University Press.
- A. R. Anderson, N. D. Belnap and J. M. Dunn, 1992.  Entailment: the logic of relevance and necessity, vol. II, Princeton University Press.